# 川口市立鳩ヶ谷小学校
川口市立鳩ヶ谷小学校（かわぐちしりつ はとがやしょうがっこう）は、埼玉県川口市鳩ヶ谷本町にある公立小学校。通称「鳩小」（はとしょう）。鳩ヶ谷小学校は1872年（明治5年）に開校された川口最古の教育機関である。校歌は作詞：下山懋、作曲：下総皖一。

## 沿革
- 1872年4月 - 創立。当初は筥崎山錫杖寺地蔵院の境内に位置していた[2]。
- 1941年4月 - 国民学校令により、国民学校へ改称
- 1947年3月 - 学制改革により、小学校へ改称
- 1964年 - 鳩ヶ谷町立辻小学校を分離
- 1967年3月 - 市制施行に伴い、鳩ヶ谷市立鳩ヶ谷小学校に改称
- 1968年4月 - 敷地内に鳩ヶ谷市立里小学校を開設
- 2011年10月 - 川口市、鳩ヶ谷市の合併により、川口市立鳩ヶ谷小学校に改称

## 所在地
- 埼玉県川口市鳩ヶ谷本町一丁目6番3号

## 周辺
- 鳩ヶ谷郵便局
- 鳩ヶ谷駅
- 氷川神社
- 鳩ヶ谷本町商店街
- 鳩ヶ谷保育園
- 埼玉りそな銀行鳩ヶ谷支店

## アクセス
- 埼玉高速鉄道線 鳩ヶ谷駅から徒歩約5分
- 国際興業バス 鳩ヶ谷本町一丁目停留所下車
- 国際興業バス 鳩ヶ谷本町二丁目停留所下車